# Mézin
Mézin is een gemeente in het Franse departement Lot-et-Garonne (regio Nouvelle-Aquitaine). De plaats maakt deel uit van het arrondissement Nérac. Mézin telde op 1 januari 2022 1.455 inwoners.

## Geografie
De oppervlakte van Mézin bedroeg op 1 januari 2022 31,58 vierkante kilometer; de bevolkingsdichtheid was toen 46,1 inwoners per km².

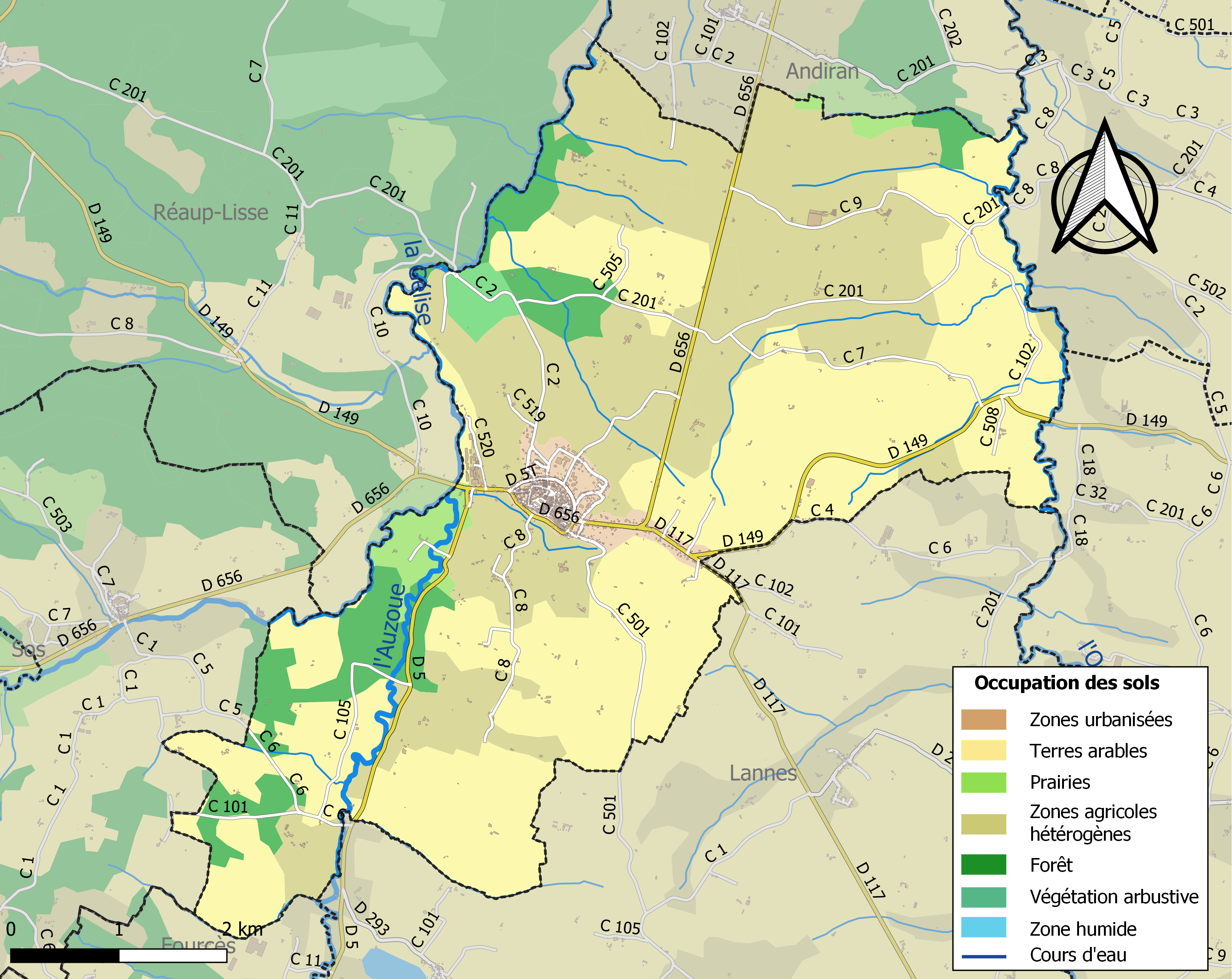
Kaart van de gemeente met de belangrijkste infrastructuur, bodemgebruik en omliggende gemeenten

## Demografie
Onderstaande figuur toont het verloop van het inwonertal (bron: INSEE-tellingen).

## Geboren
- Armand Fallières (1841 - 1931), president van Frankrijk